# Plain White T's
Plain White T's — американський рок-гурт, що був створений у 1997 році у Чикаго. За час свого існування гурт випустив 6 повноформатних альбомів — Come On Over (2000), Stop (2002), All We Needed (2005), Every Second Counts (2006), Big Bad World (2008), Wonders of the Youngers (2010) — четвертий та п'ятий увійшли до Billboard 200. Чотири пісні гурту входили до Billboard Hot 100; один з них, «Hey There Delilah», у 2007 році піднявся на вершину національного хіт-параду, підкорив чарти ще дев'яти країн і забезпечив гуртові дві номінації Grammy.
Пізніше гурт знявся у серіалі «Університет» (en: Greek [Архівовано 29 липня 2013 у Wayback Machine.])

## Дискографія
Come On Over (2000)

Stop (альбом Plain White T's) (2002) 

All That We Needed (2005)

Every Second Counts (2006)

Big Bad World (2008)

## Сингли
| Рік  | Назва                         |
| ---- | ----------------------------- |
| 2004 | All That We Needed            |
| 2005 | Take Me Away                  |
| 2006 | Hey There Delilah             |
| 2006 | Hate (I Realy Don't Like You) |
| 2007 | Our Time Now                  |
| 2008 | 1,2,3,4                       |
| 2010 | Rhythm of Love                |
| 2011 | Boomerang                     |

### Відеокліпи
| Рік  | Назва                          |
| ---- | ------------------------------ |
| 2002 | Please Don't Do This           |
| 2002 | Stop                           |
| 2005 | Take Me Away                   |
| 2006 | Hey There Delilah              |
| 2006 | Hate (I Really Don't Like You) |
| 2007 | Our Time Now                   |
| 2007 | Making a Memory                |
| 2007 | Figure it Out                  |
| 2008 | Natural Disaster               |
| 2008 | 1,2,3,4 (2 версії)             |
| 2009 | Sunlight                       |
| 2010 | Rhythm of Love                 |
| 2011 | Boomerang                      |
| 2012 | Pet Sematary (кавер Ramones)   |
| 2013 | Should've Gone to Bed          |
| 2013 | Giving Tree                    |